# Алиханов, Рамазан Магомедович
Рамазан Магомедович Алиханов (12 ноября 2001, с. Кудали, Гунибский район, Дагестан, Россия) — российский тайбоксер. Призёр чемпионата России. Мастер спорта России.

## Карьера
Является воспитанником каспийской спортивной школы, занимается под руководством Магомедали Ханвердиева. В ноябре 2019 года в Минске неудачно выступил на Первенстве Европы среди юниоров. 24 марта 2021 года ему было присвоено звание мастер спорта России. В феврале 2022 года в Стамбуле завоевал бронзовую медаль на молодёжном Первенстве Европы. В марте 2022 года в Улан-Удэ завоевал бронзовую медаль чемпионата России. 

## Личная жизнь
Является студентом физкультурного факультета Дагестанского государственного педагогического университета.

## Достижения
- Первенство России по тайскому боксу 2017 — ;
- Первенство Европы по тайскому боксу 2022 — ;
- Чемпионат России по тайскому боксу 2022 — ;